# Music for Mallet Instruments, Voices, and Organ
Music for Mallet Instruments, Voices and Organ est une œuvre du compositeur américain de musique minimaliste Steve Reich datant de 1973.

## Historique
La création de l'œuvre s'est faite le 16 mai 1973 à New York par l'ensemble Steve Reich and Musicians.

## Structure
Cette œuvre de Steve Reich marque un léger tournant dans sa technique de composition qui introduit pour la première fois des changements d'harmonies, et non plus seulement de rythmes. À ce titre, le compositeur la considère comme une étape importante et préparatrice de l'écriture de Music for 18 Musicians composée trois ans plus tard. La pièce est écrite pour deux glockenspiels, quatre marimbas, un metallophone, trois voix féminines (deux sopranes, une contre-alto), et orgue numérique. Elle se compose de quatre sections jouées attacata:
1. Première partie
2. Deuxième partie
3. Troisième partie
4. Quatrième partie

Son exécution dure de 17 à 20 minutes. Chacune des parties est dans une tonalité et métrique particulière.

## Enregistrements
- The Four Sections; Music for Mallet Instruments, Voices and Organ, par Michael Tilson Thomas dirigeant l'ensemble Steve Reich and Musicians et le London Symphony Orchestra, Nonesuch Records, 1990.
- Sur le disque Variations pour vents, claviers et cordes sous la direction d'Edo de Waart, Deutsche Grammophon, 2002.